# Wilgenroosjesdikkopmot
De wilgenroosjesdikkopmot (Scythris inspersella) is een vlinder uit de familie dikkopmotten (Scythrididae). De wetenschappelijke naam is voor het eerst geldig gepubliceerd in 1817 door Hübner.
De soort komt voor in Europa.